# Airbus A321neo
Az Airbus A321neo kéthajtóműves, keskenytörzsű utasszállító repülőgép; az Airbus A321-es továbbfejlesztett változata. Gyártója az európai Airbus repülőgépgyár. A neo név görög jelentése új, egyben a new engine option, azaz új hajtómű opció rövidítése is. Az A321neo az Airbus A320neo gépcsalád tagja, annak leghosszabb törzsű variánsa, egyben az Airbus leghosszabb törzsű keskenytörzsű utasszállító repülőgépe is. Versenytársa a A321neo után egy évvel később bemutatott Boeing 737 MAX gépcsalád.
Az Airbus az A321neót 2010. decemberben jelentette be a sztenderd A321-es lecserélésére. A korábbi változathoz képest új hajtóművekkel és szárnyvégfülekkel szerelték fel, ezeknek köszönhetően elődénél utasonként 20%-kal üzemanyag-hatékonyabb, hatótávolsága 500 tengeri mérfölddel (930 km) nagyobb, hasznos terhelése pedig 2 tonnával több. Utaskapacitása alapelrendezésben 180–220 fő, egyosztályos elrendezésben azonban 240 utas szállítására is alkalmas.
Gyártása az Airbus hamburgi gyárában kezdődött 2016-ban, szolgálatba a Virgin America kötelékében állt 2017. május 31-én. 2024. novemberig 88 vállalat 6794 A321neót rendelt, ebből 1554-et szállítottak le.

## Üzemeltetők
2024. novemberben 1554 A321neo állt szolgálatban 88 vállalatnál. A típus öt legnagyobb üzemeltetője a Wizz Air (137 darab), IndiGo (119), American Airlines (82), Delta Air Lines (68) és a China Southern Airlines (67).